# ليليان بوبيسكو
ليليان بوبيسكو (بالرومانية: Lilian Popescu)‏ هو مدرب كرة قدم ولاعب كرة قدم مولدوفي في مركز الوسط، ولد في 15 نوفمبر 1973 في Făleștii Noi ‏ في مولدوفا. لعب مع نادي زاريا بالتي ونادي شريف تيراسبول.

## وصلات خارجية
- ليليان بوبيسكو على موقع قاعدة بيانات كرة القدم.إي يو (الإنجليزية)
- ليليان بوبيسكو على موقع ناشيونال فوتبول تيمز (الإنجليزية)
- ليليان بوبيسكو على موقع Soccerway.com (الإنجليزية)
- ليليان بوبيسكو على موقع عالم كرة القدم.نت (الإنجليزية)